# Санта Фе (филм, 1951)
„Санта Фе“ (на английски: Santa Fe) е уестърн на режисьора Ървинг Пичел, който излиза на екран през 1951 година с участието на Рандолф Скот.

## Сюжет
В бурното времето след края на Гражданската война, Брит Кенфийлд най-големият от четирима братя, чиято плантация във Вирджиния е заграбена от натрапници.
Без друг избор, освен да започне на чисто, Брит се включва в строежа на спонсорираната от янките железопътна линия „Санта Фе“, където почтеният бивш войник на Конфедерацията има проблеми със суеверни индианци, нечестни комарджии, отмъстителни вдовици и най-лошото от всичко – собствените си трима братя, изпълнени с омраза към янките, които няма да се спрат пред нищо, за да предотвратят завършването на линията „Санта Фе“. И някъде между конфронтациите и престрелките се появява прекалено хубавата Джудит, чийто съпруг е загинал на фронта. Красотата ѝ няма как да убегне от погледа на Брит.

## В ролите
| Актьор           | Роля            |
| ---------------- | --------------- |
| Рандолф Скот     | Брит Кенфийлд   |
| Дженис Картър    | Джудит Чандлър  |
| Джером Кортланд  | Тери Кенфийлд   |
| Питър М. Томпсън | Том Кенфийлд    |
| Джон Арчър       | Клит Кенфийлд   |
| Уорнър Андерсън  | Дейв Бакстър    |
| Рой Робъртс      | Коул Сандърс    |
| Били Хаус        | Люк Плъмър      |
| Олин Хауланд     | Дан Дуган       |
| Алън Робъртс     | Ела Сю Кенфийлд |